# Darius Rochebin
Darius Rochebin (Ginevra, 25 dicembre 1966) è un giornalista svizzero.

## Biografia
Figlio di Alishah Khoshbin (1917-1994), un farmacista iraniano, e Irène Mailler (1940-2008), di cittadinanza svizzera, Darius Noël Khoshbin cambia il suo nome in Rochebin all'età di vent'anni.
Dal 1998 è il presentatore di punta del telegiornale nazionale della Svizzera romanda delle 19.30, che è stato accolto da 257 milioni di famiglie in tutto il mondo grazie alla sua trasmissione su TV5 Monde. Dal 2008, l'uomo soprannominato il "Papa del TG" dal quotidiano Le Matin è l'unico conduttore del telegiornale.
Rochebin conduce un programma di interviste chiamato Pardonnez-moi in cui riceve ogni domenica un personaggio che fa notizia. Tra i suoi ospiti, si annoverano: Vladimir Putin, François Hollande, Hassan Rouhani, Emmanuel Macron, Sepp Blatter, Julian Assange, Edward Snowden e Roman Polanski.

## Vita privata
È sposato e ha due figlie nate nel 2010 e nel 2017.

## Opere
- (FR) Portraits tendres et cruels, Favre, 2006, ISBN 2-8289-0789-9.
- (FR) Dernières conversations avec Gorbatchev, Laffont, 2022, ISBN 2-2212-6807-5.